# Acklins
Acklins is een eiland en district van de Bahama's. In 2000 telde Acklins 428 inwoners.